# Joost Romswinckel
Joost Romswinckel (Leiden, 20 december 1745 – Den Haag, 28 mei 1824) was jurist en magistraat.

## Levensloop
Lid van de Leidse vrijmetselaarsloge La Vertu, later voorzitter. Bevriend met Pieter Burman en bezoeker van diens buiten Santhorst waar de republikeinse relieken werden vereerd. In 1781 trouwde hij met Gerardina Barbara Beeldemaker (1755-1783), met wie hij 2 kinderen kreeg. Na haar dood trouwde hij in 1787 met Henrietta Geertruida Verster met wie hij 3 zoons en 2 dochters kreeg. Lid van de Leidse vroedschap 1772-1787. Hij was veertigraad, regent en gecommitteerde van de Staten-Generaal, maar door zijn lidmaatschap van de partij der patriotten werd hij in 1787 uit zijn ambt gezet. Na de omwenteling van 1795 kreeg hij zitting in de gemeenteraad van Leiden. Hij was gaan wonen op de Rapenburg, waar in januari 1807 een kruitschip ontplofte waarbij zijn woonhuis zwaar beschadigd werd en hij een dochter verloor. Om de schade te kunnen herstellen besloot hij zijn verzameling boeken en kaarten in ruil voor een lijfrente van Fl. 55.000 aan te bieden aan koning Lodewijk Napoleon. De koning stemde hierin toe en plaatste deze verzameling in de in 1798 opgerichte Koninklijke Bibliotheek.

## Verzameling
Romswinckel verzamelde boeken en kaarten betreffende de Nederlandse geschiedenis in de breedste zin van het woord. De overgedragen bibliotheek bestond uit ongeveer 22.000 tot 24.000 boeken en 9.000 tot 10.000 kaarten. Veel van de incunabelen en postincunabelen waren gekocht op de veilingen van Pieter Anthony Bolongaro Crevenna in 1793 en Bibliotheca Röveriana uit 1806. Ook bevatte de collectie veel 15e- en 16e-eeuwse handschriften.
De kaartenverzameling was maar gedeeltelijk gecatalogiseerd waarbij het opvalt dat aan de beschrijving meestal een schaalaanduiding was toegevoegd. Omdat men atlassen als boeken bezag werden deze gewoon aan de collectie toegevoegd. Losse kaarten kregen echter weinig aandacht. Toen de regering in 1858 vroeg de collectie over te dragen aan het Archief der Genie van het Ministerie van Oorlog maakte de toenmalige bibliothecaris J.W. Holtrop hier geen bezwaar tegen. De meeste kaarten werden door dit ministerie in 1921 en 1924 overgedragen aan het Algemeen Rijksarchief. Er valt echter niet meer na te gaan om welke kaarten het gaat, omdat deze toentertijd niet van een eigendomskenmerk voorzien werden. Een ander gedeelte van de collectie (ca. 2.000 prenten en kaarten) was reeds eerder toegevoegd aan het Archief der Genie van het Ministerie van Oorlog en in 1873/1887 aan de collectie van het Rijksprentenkabinet in Amsterdam.